# Ниман—Пикова болест
Ниман—Пикова болест представља групу наследних метаболичких поремећаја познатих као леукодистрофије или поремећаји разградње липида. Код таквих болести долази до накупљања штетних количина масти у органима попут слезине, јетре, плућа, коштане сржи и мозга.
Узрок депоновања сфингомијелина и холестерола у лизозомима ћелија ретикулоендотелног система мозга је недостатак ензима сфингомијелиназе, што се наслеђује аутозомно рецесивно.
Обољење је добило назив по немачком лекару Алберту Ниману, који је први описао један од типова ове болести 1914. године, и немачком патологу Лудвигу Пику који је детаљно описао патологију болести у серији радова током 1930-их.

## Клиничка слика
Постоје шест различитих типова ове болести.
- Тип А је најчешћи облик болести и појављује се одмах након рођења. Симптоми су увећана јетра, жутица и тешко оштећење мозга. Са напредовањем болести дете постаје хипотрофично (не достиже величину која се очекује у његовом узрасту), трбух је увећан, а ментални заостатак је све већи. Дете не може да научи ништа ново, јавља се мишићна хипотонија, слух и вид слабе, а на очном дну се види мрља боје црвене трешње код 50% оболелих. Дете умире пре 4. године живота.
- Тип Б се карактерише увећањем јетре и слезине и отежаним дисањем, што се обично јавља у предтинејџерском узрасту. На мозгу се не јављају симптоми. Оболели имају благе неуролошке сметње или су оне потпуно одсутне и они могу да преживе до касног детињства или одрасле доби. Ипак, увећање органа и проблеми са дисањем могу довести до кардиоваскуларних потешкоћа и болести срца у каснијој доби.
- Тип Ц и Д се могу јавити у детињству, у тинејџерској или одраслој доби. Оболела особа има умерено увећану јетру и слезину, али оштећење мозга може бити велико и особа може имати потешкоће при померању главе, ходању и гутању и прогресивни губитак слуха и вида. У већини случајева, неуролошки проблеми се појављују у узрасту од 4. до 10. године живота. Симптоми ове болести могу укључивати и недостатак мишићне координације, менталну ретардацију, недостатак мишићне масе, проблеме са гутањем и отежан говор. Тип Ц је увек смртоносан.
- Тип Е представља облик типа Б који се јавља у одраслој доби.
- Тип Ф је редак облик болести типа Б.[2]

## Дијагноза
Дијагноза се поставља на основу клиничке слике, објективног прегледа и лабораторијских анализа. Дијагноза се потврђује налазом дефицита сфингомијелазе у фиброцитима коже, ћелијама коштане сржи или других ткива.

## Лечење
Не постоји ефикасно лечење код типа А. У лечењу типа Б користи се пресађивање коштане сржи или трансплантација јетре. Код типа Ц и Д се препоручује дијета да би се смањио ниво холестерола. Такође, лекови који снижавају ниво холестерола побољшавају функционисање јетре, али немају утицаја на мозак.